# 2616 Lesya
2616 Lesya је астероид главног астероидног појаса са средњом удаљеношћу од Сунца која износи 2,162 астрономских јединица (АЈ).
Апсолутна магнитуда астероида је 12,5.